# 金德巴赫河 (明斯特舍河支流)
52°0′18″N 7°37′31″E / 52.00500°N 7.62528°E

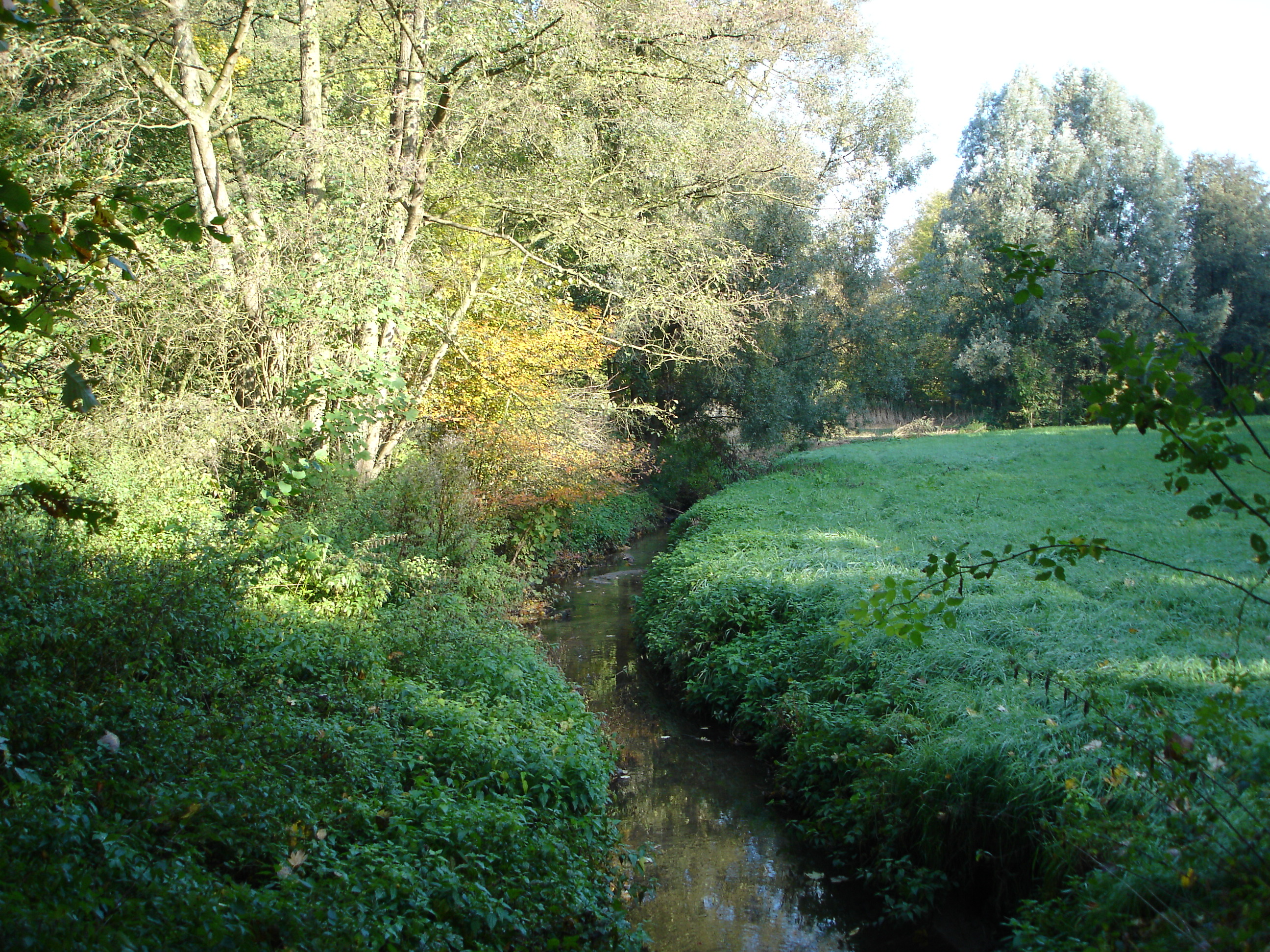

金德巴赫河（德語：Kinderbach），是德國的河流，位於該國西部，處於北萊茵-威斯特法倫州，屬於明斯特舍河的左支流，河道全長10.6公里，流域面積17.1平方公里。